# Виллем (принц Оранский)
Виллем Оранско-Нассауский (нидерл. Willem van Oranje-Nassau), при рождении Виллем Николас Александр Фредерик Карель Хенрик Оранско-Нассауский (нидерл. Willem Nicolaas Alexander Frederik Karel Hendrik van Oranje-Nassau); 4 сентября 1840, Дворец Нордейнде, Гаага, Нидерланды — 11 июня 1879 года, Париж, Франция) — принц Нидерландский и Оранско-Нассауский, наследник нидерландского престола, принц Оранский, старший сын Виллема III от его 1-го брака с Софией Вюртембергской.

## Биография
Принц Виллем был старшим сыном в семье наследного принца Нидерландов Виллема (будущий король Виллем III) и его первой супруги Софии Вюртембергской. Его родители приходились друг другу двоюродными братом и сестрой, так как оба были детьми дочерей российского императора Павла I. При рождении ему было дано имя Виллем Николас Александр Фредерик Карель Хенрик Оранско-Нассауский (нидерл. Willem Nicolaas Alexander Frederik Karel Hendrik van Oranje-Nassau) с титулом «Его Королевское Высочество принц Нидерландский и Оранско-Нассауский». На момент рождения Виллем занимал 3-е место в линии наследования нидерландского престола и 17-е — британского. Через месяц после его рождения прадед принца (король Виллем I) отрёкся от престола, и королём стал дед новорожденного — король Виллем II. В 1849 году он умер, и на престол взошёл отец принца — Виллем III. Принцу Виллему тогда было 9 лет, он стал первым в линии наследования и получил титул «принца Оранского».

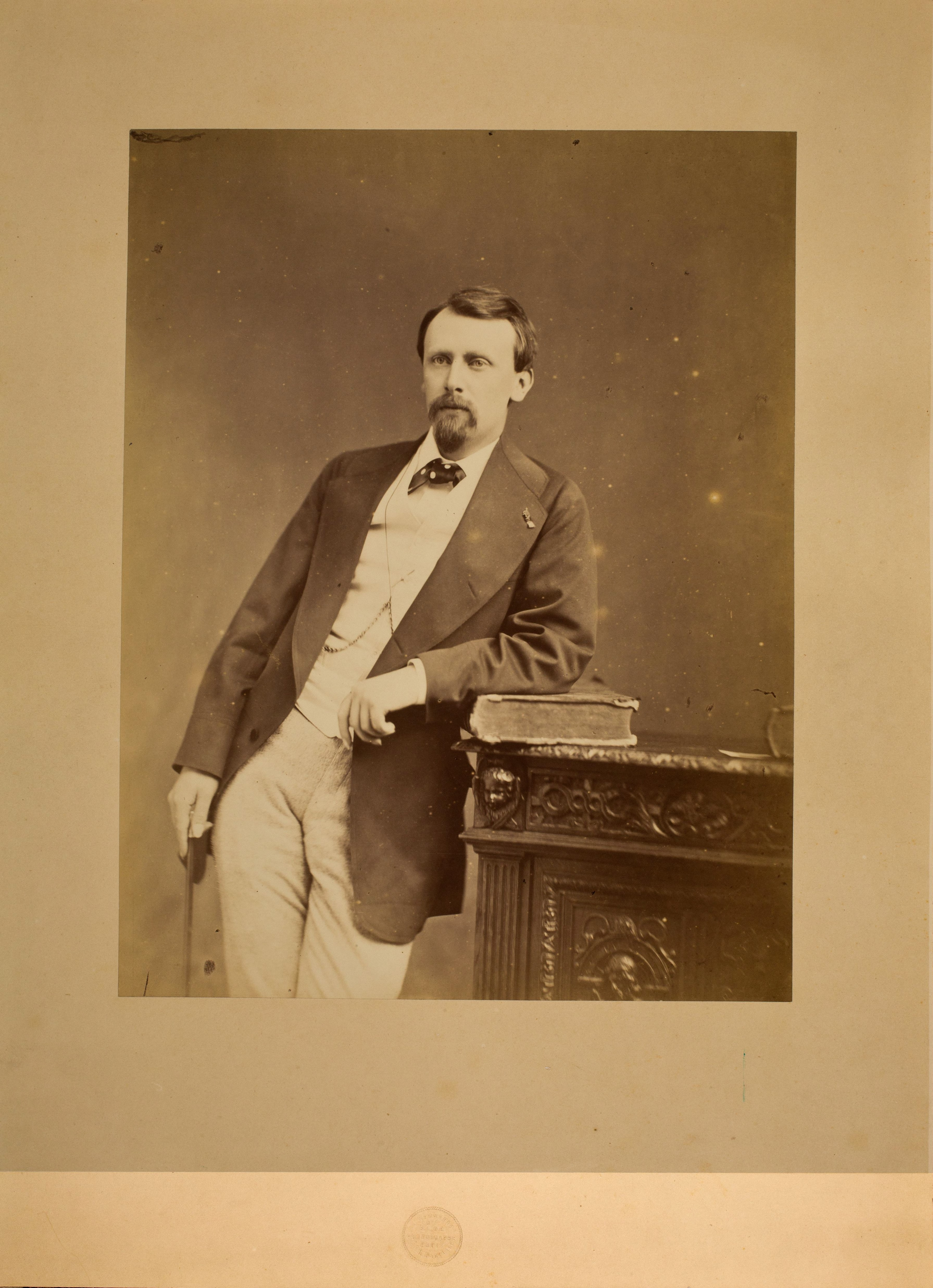
Виллем, принц Оранский.

В 1857 году наследник престола был награждён большим крестом ордена Башни и Меча. Виллем хотел жениться на британской принцессе Алисе, второй дочери королевы Виктории, но получил отказ. После неудачной попытки он влюбился в 19-летнюю графиню Матильду фон Лимбург-Штирум. Их связь испортила отношения принца с родителями, которые были категорически против брака престолонаследника с графиней (ибо брак считался бы морганатическим и недопустимым). Вдобавок к этому ходили слухи, что Матильда была внебрачной дочерью Виллема III, и молодой принц мог жениться на своей единокровной сестре. Всё это не поколебало намерений Виллема, но Матильде тогда не исполнилось ещё и двадцати лет, и обязательно требовалось получить разрешение на брак. В конце концов, молодым людям пришлось расстаться.
Сильно разочаровавшись в отношениях, принц погрузился в депрессию и уехал в Париж, где начал вести распутный образ жизни, устраивал пьянки и играл в азартные игры. Сожительствовал с Генриеттой Хаузер, своей парижской любовницей. В Париже он получил прозвище «Принц Лимон» (le prince Citron) . Прозвище стало популярным среди парижских газет, сообщавших о развратной жизни принца. Принц Виллем умер в своей парижской квартире от тифа, проблем с печенью и общего истощения. 26 июня 1879 года его тело было захоронено в королевском склепе церкви Ньивекерк в Делфте. На гробу были два венка: один был от французской императрицы Евгении (супруги императора Наполеона III), другой — от принца Уэльского Эдуарда (будущий король Эдуард VII), который был близким другом Виллема в его развратной жизни.
После смерти Виллема наследником престола стал его брат Александр, однако он умер в возрасте 29 лет и не правил. Ещё один брат Виллема — принц Морис — умер в детстве. Ни дядя принца Генрих, ни его двоюродный дед Фридрих не имели сыновей. Для продолжения династии Виллем III заключил 2-й брак с Эммой, принцессой Вальдек-Пирмонтской, от которого имел единственную дочь Вильгельмину. В 1884 году был отменён салический закон, по которому на престол могли вступать лишь представители мужского пола. В 1890 году Виллем III умер, и Вильгельмина взошла на нидерландский престол.

## Титулы
- Его Королевское Высочество принц Нидерландский и принц Оранско-Нассауский (1840—1849)
- Его Королевское Высочество принц Оранский, принц Нидерландский и принц Оранско-Нассауский (1849—1879)